# Thoroughfare Gap
Thoroughfare Gap ist das siebte Solo-Studioalbum des amerikanischen Musikers Stephen Stills. Es erschien im September 1978 als sein drittes und letztes Album für Columbia Records. Das Album erreichte Platz 83 der Billboard-200-Charts.
Auf dem Album finden sich fünf Stücke, die Stills im Disco-Stil aufnahm, darunter die Single Can't Get No Booty sowie You Can't Dance Alone und We Will Go On. In dem letztgenannten Stück sowie in dem Lied Beaucoup Yumbo setzt sich Stills zudem mit seiner – bereits bröckelnden – Ehe mit der französischen Singer-Songwriterin Véronique Sanson auseinander. Die Ehe wurde 1979 geschieden.
Das Album enthält daneben Coverversionen von Midnight Rider und des Buddy-Holly-Klassikers Not Fade Away. Zu den bekannteren Stücken des Albums zählt Thoroughfare Gap, eine Folk-Country-Nummer, in der Stills über ein Leben als eine Zugfahrt durch die Weiten Amerikas singt. Dieses Stück wurde auch auf der Crosby, Stills & Nash-4-CD-Box CSN (1991) veröffentlicht, die neben den größten Hits der Gruppe auch eine Best-of-Auswahl der Solo-Künstler enthielt. Neben langjährigen musikalischen Begleitern wie Joe Lala (Percussion), Mike Finnigan (Klavier, Keyboard) und Joe Vitale (Schlagzeug) ist auf dem Album Andy Gibb als Gastsänger zu hören.
In Rezensionen wurde das Album kontrovers beurteilt. Während es der allmusic-guide es als schlechten Versuch Stills' bezeichnete, sich der Dance- und Discomusik anzupassen und die Cover-Versionen als „lahm“ beschrieb, lobte die zeitgenössische Rezension des Billboard-Magazins Stills' Gesang und Gitarre. Dort stießen auch seine Texte sowie die Coverversionen auf Zustimmung. Das Album war weniger erfolgreich als Stills' vorherige Studioalben und seine Veröffentlichungen mit Crosby, Stills, Nash (& Young): Noch im Vorjahr hatte das Album CSN (nicht zu verwechseln mit der gleichnamigen Kompilation von 1991) Platz 2 der Charts erreicht. Die relative Erfolglosigkeit von Thoroughfare Gap führte dazu, dass Stills bis 1984 keine weitere Solo-Platte veröffentlichte. Das Album wird nicht mehr bei Columbia aufgelegt, ist aber noch als 2-CD-Set (mit seinen anderen beiden Columbia-Alben Stills und Illegal Stills, die sich zusammen auf der ersten CD befinden) erhältlich.

## Titelliste
1. „You Can't Dance Alone“ (Stills) – 4:14
2. „Thoroughfare Gap“ (Stills) – 3:31
3. „We Will Go On“ (Stills) – 2:41
4. „Beaucoup Yumbo“ (Stephen Stills/Joe Vitale) – 3:33
5. „What's the Game“ (Stills) – 3:32
6. „Midnight Rider“ (Gregg Allman) – 3:39
7. „Woman Lleva“ (Stills) – 3:13
8. „Lowdown“ (Stills) – 3:46
9. „Not Fade Away“ (Buddy Holly/Norman Petty) – 3:26
10. „Can't Get No Booty“ (Danny Kortchmar/Stephen Stills) – 3:44